# Every 1's a Winner (singolo)
Every 1's a Winner è un singolo del gruppo soul britannico Hot Chocolate, il terzo estratto dall'omonimo album del 1978.
Ha raggiunto la posizione numero 12 nella UK Singles Chart e il sesto posto nella Billboard Hot 100 statunitense, costituendo il secondo singolo di maggior successo della band dopo You Sexy Thing (1975). È inoltre arrivato quinto nelle classifiche generali settimanali canadesi.

## Curiosità
- Il brano è stato utilizzato in una scena della commedia Un weekend da bamboccioni (2010)
- La canzone fa parte della colonna sonora del documentario sportivo Bianconeri - Juventus story (2016)